# 古瀬里恵
古瀬 里恵（ふるせ りえ、Rie FURUSE、1982年2月7日 - ）は日本のジャズヴォーカリスト、ピアニスト、作曲家。獨協大学外国語学部フランス語学科卒。
幼少よりピアノ、フルートを習い、大学在学中にジャズヴォーカリストとして活動を始める。シック (バンド　日本)のオリジナル・メンバー、ディーヴァ・グレイに師事。語学に堪能で、英語、フランス語、イタリア語で歌う、マルチ・ボーカリスト。ジャズの他、フュージョン、ラテン、ジャズ・ポップ、フレンチ・ポップス、ポップスを混ぜた音楽スタイルで演奏する。
2009年よりフランス、パリに在住。

## 略歴
- 熊本県熊本市生まれ。
- 2006-2007年 - 六本木ヒルズクラブで定期的に出演。
- 2007年 - ハワイツアーを行う。
- 2009年 - フランス、パリに移住

## 主な出演

### ラジオ
- 地球ラジオ（NHK ラジオ第1放送、NHKワールド・ラジオ日本、2012年8月5日）